# Paisaje sustentable

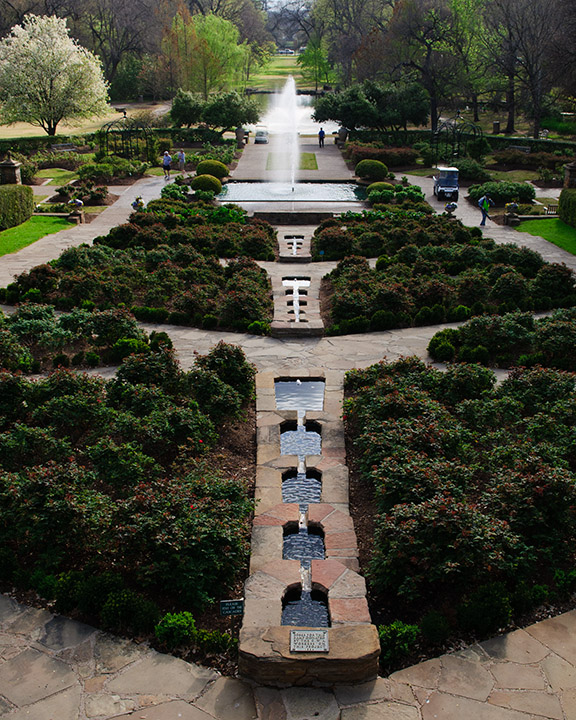
Jardín Botánico de Fort Worth

Arquitectura sustentable del paisaje o paisaje sustentable es una categoría del diseño sustentable relacionado con el planeamiento y diseño de los espacios exteriores. Este puede incluir aspectos de la sustentabilidad como los aspectos ecológicos, sociales y económicos del paisaje.
Por ejemplo, el diseño de un sistema de drenajes urbanos sustentable puede contemplar: hábitat para la fauna y flora; implementar espacios recreativos, porque la gente gusta de la presencia del agua; ahorrar dinero, porque la construcción del alcantarillado público es costoso y las inundaciones causan daños muy costosos.
El diseño de terrazas jardín o cubiertas verdes puede además contribuir a la sustentabilidad de un proyecto de paisaje urbano. La cubierta verde colabora en el manejo del agua superficial, proveyendo espacios para la vida silvestre y la recreación.
La sustentabilidad parece ser una nueva adición a los objetivos tradicionales del proceso de diseño vitruviano: materia, firmeza y placer. Pero puede ser visto como aspectos de la firmeza y de la materia: un espacio al aire libre es probable que en el largo plazo de más materia a sus usuarios si utiliza poca energía, agua y fertilizantes para persistir y mantenerse. Además que genere poco ruido y baja contaminación en las aguas residuales de escorrentía.